# Museu Henriqueta Catharino
O Museu Henriqueta Catharino é um museu brasileiro localizado em Salvador, Bahia. É uma das entidades que integram a Fundação Instituto Feminino da Bahia, idealizado e nomeado em homenagem à educadora e feminista brasileira Henriqueta Martins Catharino.
Localizado no Politeama, a instituição possui rico acervo de peças de vestuário feminino, em especial dos séculos XIX e XX, dentre os quais sobressai o vestido usado pela Princesa Isabel quando da assinatura da Lei Áurea.